# Rafael Pérez Cabello
Rafael Pérez Cabello (f. 1918), conocido por el seudónimo Zerep, fue un escritor, periodista y crítico cubano.

## Biografía
Escritor conocido por el seudónimo de «Zerep», fue director de El Liberal y, en palabras de Adolfo Dollero, «uno de los primeros que siguió las sendas de la literatura moderna». Hacia mediados de la década de 1920 dirigía el Diario de Sesiones del Senado. Falleció el 19 de octubre de 1918 en La Habana, en su residencia de la calle del Cristo. Zerep, que cultivó la crítica teatral y la poesía, publicó obras como Desde mi butaca y Rápidas.